# Ponte Bulcão Viana
A Ponte Bulcão Viana é uma ponte localizada em Tijucas, Santa Catarina, no Brasil. Liga os bairros Pernambuco e XV de Novembro, além de dar acesso aos bairros do Timbé, Itinga e Centro. A atual ponte, inaugurada em 13 de junho de 2020, é baseada no desenho da antiga, que ficava no mesmo local e foi por muitos anos uma importante ligação entre regiões de Santa Catarina. 

## A ponte original
A ponte antiga foi construída com a sobra de materiais da Ponte Hercílio Luz de Florianópolis, que foi construída na década de 1920 com material trazido dos Estados Unidos.
Foi inaugurada em 30 de abril de 1930 e foi a principal ligação do norte com o sul catarinense durante várias décadas até a construção da BR-101. Desde sua inauguração era conhecida apenas como Ponte de Tijucas, e só um mês depois, após Antônio Vicente Bulcão Viana assumir o governo de Santa Catarina, ela recebeu o nome do político em uma homenagem do então prefeito de Tijucas, Jacob Lameu Tavarez.
A antiga ponte nunca passou por grandes reformas, e após uma interdição e queda parcial em 2014 após uma chuva forte, foi feita uma avaliação técnica que mostrou os problemas nas fundações e concluiu que a estrutura era irrecuperável.

## Nova ponte
Assim, o município decidiu construir uma ponte com o mesmo formato e local da original, com bases de pedras, estrutura de treliças metálicas e assoalho de madeira, mas com atualizações de engenharia que permitiram, por exemplo, que a capacidade de carga dobrasse em relação a antiga ponte, de 15 para 30 toneladas. O projeto foi feito em 2018, e a execução começou em 2019, sendo inaugurada em 13 de junho de 2020.